# 우에다 고헤이
우에다 고헤이(일본어: 上田 航平, 1998년 6월 26일~)는 일본의 축구 선수이다.

## 구단 경력
그는 2017년 J3리그의 YSCC 요코하마에 입단했다. 2020년 타이중 푸투로 FC로 임대 이적했다. 2021년 YSCC 요코하마로 복귀했다.